# Menhir à cupules de la Bretellière
Le menhir à cupules de la Bretellière se trouvait dans un alignement exact, à 275 m à l'est de La Grande Pierre Levée (de la Bretellière) et de la Pierre levée de la Bretaudière.

## Description
Son matériau, tout comme les deux autres pierres, est du granite, dit « des Aubiers », dont l'ancienne carrière se trouve à 500 m au nord de son emplacement d'origine.
En forme de « prisme rectangulaire », ses dimensions sont d'une hauteur d'1,53 m, d'une largeur d'1,05 m, et de 0,5 m d'épaisseur ; la face qui était exposée au sud présente des cupules décrites comme « artificielles indiscutables ».
Retrouvé abattu dans une haie, il a été déplacé dans la commune de Saint-André-de-la-Marche et redressé. (localisé en 1967 chez un particulier).